# Franc Drenovec
Franc Drinovec, slovenski novinar, * 30. julij 1917, Lokve, Krško, † 25. avgust 1968, Ljubljana.

## Življenje in delo
Študij književnosti je pretrgala druga svetovna vojna. Od avgusta 1942 do kapitulacije fašističnega režima v Italiji je bil interniran v taborišču na Rabu. Po zlomu Italije se je pridružil narodnoosvobodilni borbi, kjer je delal v propagandnem oddelku Glavnega štaba Narodnoosvobodilne vojske in partizanskih odredov Slovenije in v uredništvu Naše vojske. Po osvoboditvi je bil do 1947 najprej direktor urada za informacijepri vladi Ljudske republike Slovenije, nato direktor programa Radia Slovenije (1950-1953), notranjepolitični urednik pri časopisu Slovenski poročevalec in Delo (1953-1961) ter dopisnik Tanjuga za Zahodna Afrika v Gani (1961-1965). Po vrnitvi v Ljubljano je vodil uredništvo Tanjuga za Slovenijo. Za delo v novinarstvu je prejel  Tomšičevo nagrado.